# 케라틴 13
케라틴 13(keratin 13) 또는 사이토케라틴 13(cytokeratin 13)은 사람에서 KRT13 유전자에 의해 암호화되는 단백질이다.
케라틴 13은 제1형 케라틴에 속한다. 비각질화 중층상피의 기저상층(suprabasal layer)에 케라틴 4와 쌍을 지은 채에 존재한다. 케라틴 4와 13을 암호화하는 유전자에 생긴 돌연변이는 상염색체 우성 유전병인 백색해면상모반과 관련되어 있다.